# Digital Radio Mondiale

Logotipo oficial del consorcio DRM

Digital Radio Mondiale (DRM, en español radio digital mundial) es un conjunto de tecnologías de transmisión de audio digital, diseñadas para trabajar sobre las bandas utilizadas actualmente para la radiodifusión analógica, incluidas las emisiones de AM, especialmente de onda corta y FM. DRM es más eficiente espectralmente que las modulaciones analógicas en AM y FM, permitiendo más estaciones y con mayor calidad, en una cantidad dada de ancho de banda, usando los formatos de codificación de audio en MPEG-4.
Digital Radio Mondiale es también el nombre del consorcio internacional sin ánimo de lucro que diseñó la plataforma y promueve su introducción. En la formación del consorcio DRM participaron Radio France Internationale, TéléDiffusion de France TDF, BBC World Service, Deutsche Welle, Voice of America, Telefunken y Thomcast.
Esta tecnología también permite entregar audio de calidad en las bandas de radiodifusión de onda larga, onda media, onda corta y FM sin necesidad de depender de satélite ni de internet.

## Los estándares de DRM
DRM ha sido diseñado para poder reutilizar los transmisores analógicos existentes, especialmente para DRM30. Las instalaciones como las antenas, alimentadores o amplificadores no necesitan modificación, evitando importantes inversiones. DRM es robusto contra el fading o desvanecimiento y contra las interferencias típicas en la radiodifusión convencional en estos rangos de frecuencia. Además, la potencia de transmisión se reduce en 10 dB —10 veces menos— para un mismo área de cobertura, reduciendo el consumo de energía en el transmisor.
La codificación y la descodificación se pueden realizar con un DSP, de modo que una computadora barata incrustada en el transmisor y otra en el receptor convencional realicen esta tarea.
Como medio digital, DRM puede transmitir otros datos además de los canales de audio, así como los metadatos del tipo RDS o datos asociados al programa como se hace en DAB. En DRM se pueden operar con diferentes configuraciones de red, desde un modelo de AM de un solo servicio con un solo transmisor hasta un modelo de múltiples transmisores y hasta cuatro servicios, ya sea como una red SFN o MFN. También es posible la operación híbrida, donde el mismo transmisor ofrece un servicio analógico y DRM simultáneamente.
DRM incorpora características de advertencia de emergencia que pueden anular otra programación y activar radios que están en espera para recibir transmisiones de emergencia.

### DRM30
DRM30 es el estándar inicial usado en las bandas de frecuencias inferiores a 30 MHz, típicamente en las bandas de radio comercial que se pueden subdividir en tres:
- Onda larga de 150 kHz a 529 kHz
- Onda media de 530 kHz a 1710 kHz
- Onda corta de 1711 kHz a 30 MHz

Las transmisiones en DRM30 pueden coexistir con las emisiones analógicas y favorecer el cambio de la radiodifusión analógica a la digital. Se ha diseñado para permitir que los transmisores analógicos puedan ser modificados de forma fácil y sencilla y facilitar el cambio entre emisiones digitales y analógicas, reduciendo también la inversión inicial.
Además usa las propiedades de propagación de la banda en la que emite —ondas superficiales en onda larga y onda media y reflexión ionosférica en onda corta— permitiendo, en estas bandas, proporcionar una calidad de audio significativamente mejor, comparable a las emisoras de FM, pudiendo incluir servicios de datos agregados similares al RDS.

### DRM+
DRM+ es el estándar para el espectro de radio de VHF entre 30 MHz y 300 MHz, principalmente usado en la banda I (de 47 MHz a 68 MHz) y la banda II (de 87,5 MHz a 108 MHz) correspondiente a la banda comercial de FM. La iniciativa de extender DRM a VHF se votó en la Asamblea General de 2005 del consorcio y fue aprobado en 2009 por la ETSI. Tiene el mismo esquema de multiplexación y señalización que DRM30, el mismo diseño de modulación OFDM con parámetros añadidos y usa los mismos códecs de audio, pero el ancho de banda ocupado aumenta a 96 kHz y se canaliza a 100 kHz, proporcionando velocidades de transmisión de datos de entre 35 kbps a 185 kbps para una relación señal/ruido —SNR— de entre 2 dB a 14 dB y, al igual que DRM30, permite que se transmitan juntos hasta cuatro servicios en un mismo canal.

## Introducción
El uso de las bandas de radiofrecuencia por debajo de los 30 MHz (onda larga, onda media y onda corta) ha disminuido continuamente a lo largo de los últimos años. La principal razón es la calidad de sonido que se obtiene en estas bandas. Los canales utilizados para la transmisión de programas son muy estrechos: 9 kHz en onda media y onda larga, y 4.5 kHz en onda corta. La modulación de amplitud que se ha utilizado hasta nuestros días es, técnicamente, una modulación bastante fuerte y robusta, aunque no lo suficientemente eficiente.
De forma más particular, la onda corta es muy propensa a las interferencias. Sin embargo, si utilizamos sistemas de modulación más sofisticados y técnicas de compresión de datos modernas, es posible conseguir realizar transmisiones vía radio con una calidad próxima a la de un CD en estas bandas de frecuencias. La ventaja de la onda corta es su amplio rango e independencia con respecto a los operadores por satélite o proveedores de servicios de Internet, lo que juega en su beneficio.

## Desarrollo
Después de los sistemas pioneros diseñados y verificados como parte del proyecto alemán T2M, la empresa francesa Thomcast (en la actualidad con el nuevo nombre de Thales) desarrolló el sistema denominado “Skywave 2000”, el cual utiliza un gran número de portadoras (al menos 47), con una separación de 66,666 Hz. Esto proporcionaba un símbolo de datos relativamente largo en el tiempo. 
Esta técnica también se conoce como “estrechamientos hacia abajo DAB”. Esta técnica tiene sus orígenes en el sistema DAB, que utilizaba COFDM (multiplexación por división de frecuencia ortogonal codificada), pero, sin embargo, está limitada a un ancho de banda mucho más estrecho. El sistema
“Skywave 2000” permite que, durante un período de transición, las señales analógicas y digitales puedan transmitirse simultáneamente.
Las portadoras individuales se modulan utilizando QAM (es decir, Modulación de Amplitud en Cuadratura), o con APSK (es decir, Codificación por Desplazamiento de Fase y Amplitud), en donde dos señales con una diferencia de fase de 90 grados se modulan en amplitud a distintos niveles determinados y, a continuación, se suman. Con cuatro niveles de este tipo pueden conseguirse hasta un total de 16 estados de modulación (o símbolos de datos), lo que hace posible una modulación 16-QAM. Del mismo modo, con ocho niveles se pueden obtener 64 estados de modulación, 64-QAM.
En marzo de 1998 se constituyó el consorcio de Digital Radio Mundiale, que reúne un total de 20 compañías y organizaciones que intentaban configurar una línea de trabajo para crear una estandarización internacional. El consorcio incluía grandes servicios y empresas extranjeras de radiodifusión tales como Radio France Internationale, TéléDiffusion de France TDF, Voice of America , Servicio Mundial de la BBC, Deutsche Welle y Radio Netherlands, así como distintos fabricantes de transmisores (Thales, Telefunken y Harris) y de receptores (como Sony y Sangean).
Los participantes en el consorcio tardaron alrededor de un año para llegar a un plan de acuerdo. Se eligió la técnica de transmisión COFDM, que era el método por el que se decantaban los participantes franceses. Algunos elementos de otros sistemas, teniendo como punto de mira la corrección y detección de errores, también tuvieron su influencia en la consecución del estándar final. El esquema de modulación principal seleccionado fue el 64-QAM, aunque el sistema 16-QAM, que ofrecía una mejora sobre la resistencia a las interferencias, aunque con el coste de una disminución de la calidad de sonido, también está disponible.
La conversión de las señales de audio en tramas de datos digitales, también llamada “codificación fuente”, utiliza la Codificación de Audio Avanzada (AAC), para la cual ya existen circuitos integrados dedicados que implementan esta funcionalidad. La tecnología AAC no debe confundirse con el método MP3, a pesar del hecho de que ha sido desarrollada por la misma institución. En lo referente a la compresión de datos, el sistema AAC es superior al sistema MP3, y está pensado especialmente para el uso de tramas de datos de baja velocidad de transmisión, que es la demandada por los sistemas de transmisión de ancho de banda estrecho sobre onda corta.
También se utiliza la técnica denominada SBR (Spectral Band Replication, es decir, Replicación de Banda Espectral) para conseguir mejorar y aumentar aún más el ancho de banda de audio. En términos de radiodifusión, las frecuencias por encima de los 6 kHz se generan por la síntesis de sus armónicos. Esto amplia el ancho de banda de audio hasta los 15 kHz, sin tener que transmitir la información en el rango completo de frecuencias.
La idea de la transmisión simultánea de señales analógicas y digitales en la misma frecuencia parece que ya ha sido abandonada. En su lugar, se han reservado un cierto número de bandas de frecuencia para el sistema de Radio Digital Mundial (DRM), de manera que se puedan evitar las interferencias mutuas. En abril de 2001, el estándar DRM fue adoptado por la ITU (Unión Internacional de Telecomunicaciones) como la recomendación para sus países miembros.

## Primeras pruebas de campo
Las primeras pruebas de campo se iniciaron a finales del año 2002, acoplando un receptor de onda corta modificado a una computadora, generando una frecuencia intermedia de 12 kHz. que se requiere para inyectar la señal del receptor a la tarjeta de sonido de la computadora. El receptor también debía adaptarse para trabajar con un ancho de banda de 10 kHz ya que, el filtro utilizado normalmente, que tiene un ancho de banda típico de 6 kHz, no permitía el paso de la señal DRM completa.
El programa de la computadora no solamente descodificaba la transmisión, sino que también verificaba la calidad de la recepción y devolvía un informe correspondiente al equipo de DRM.

## Receptores
Por supuesto, la solución final no era de recibir las transmisiones de DRM a través de una computadora. Así, en el mes de septiembre del 2002, en Ámsterdam, se presentó en una demostración el concepto del nuevo receptor DRM. 
Este equipo fue desarrollado por la compañía Coding Technologies (una compañía surgida de un acuerdo de cooperación entre Suecia y Alemania), en conjunción con la BBC y la AFG. En este receptor, las funciones que habían sido realizadas por el programa del ordenador, se realizan en un módulo añadido.

## Equipos de Radio Digital
En un principio se supone que los receptores serán bastante caros pero, después de un período inicial, cuando se inicie la producción en masa, se espera que los precios de los equipos sean tan sólo “un poco más caros” que los receptores actuales. Los nuevos equipos deben soportar tanto los modos de transmisión digital como los de transmisión analógica, ya que se requiere que la transición se realice de un modo gradual. Dentro de pocos años dejarán de emitirse las primeras transmisiones analógicas, aunque en los países más pobres el tiempo puede alargarse aún más. 
La mayoría de los grandes, y muchos de los pequeños servicios de radiodifusión de onda corta, han expresado su interés en DRM. Los transmisores modernos pueden modificarse con una sencillez relativa para permitir que puedan realizarse, a su vez, las transmisiones en DRM.
La onda media también ha experimentado un renacimiento debido a la mejora de la calidad de sonido. De hecho, en algunos casos, las empresas de radiodifusión ya están utilizando transmisiones digitales en onda media.
Funcionamiento y construcción:
La decodificación de señales DRM se realiza básicamente capturando la señal de IF de la última etapa de recepción del equipo de radio, generalmente de 10.7 MHz para equipos de doble conversión, y 455 kHz para triple conversión. Esta señal deberá entonces ser aplicada a un convertidor, que transforma el IF anterior a otra señal de IF en el rango de 12 kHz. Esta nueva señal de IF, que está dentro del rango de señales auditivas, se aplicará entonces a la entrada de la tarjeta de sonido de un ordenador común y corriente. A partir de allí, el trabajo de decodificación lo realizará el software decodificador de DRM, que puede ser obtenido por internet, ya sea gratuitamente o de pago.
Se necesitara un oscilador de 467 kHz, bien con un cristal de cuarzo, o un oscilador digital tipo AD9835 y controlado por un PIC 16F84. Ya que a los 467 kHz le restamos los 455 kHz de la frecuencia intermedia del receptor y obtenemos justo los 12 KHZ, para inyectar a la tarjeta de sonido de nuestro ordenador y su posterior decodificación.
Ayuda para la construcción de un receptor.
- Conversor, para la recepción del DRM™

## Descripción tecnológica

### Codificación de la fuente de audio
Las velocidades útiles para DRM30 oscilan entre 6,1 kbit/s (Modo D) y 34,8 kbit/s (Modo A) para un ancho de banda de 10 kHz (± 5 kHz alrededor de la frecuencia central). Es posible alcanzar velocidades de hasta 72 kbit/s (Modo A) utilizando un canal estándar de 20 kHz (± 10 kHz) de ancho de banda. En comparación, la HD Radio pura puede transmitir 20 kbit/s usando canales de 10 kHz y hasta 60 kbit/s usando canales de 20 kHz. La tasa de bits útil también depende de otros parámetros, como:
- Robustez frente a errores deseada (FEC o corrección anticipada de errores)
- Potencia necesaria (esquema de modulación)
- Robustez en lo que respecta a las condiciones de propagación (propagación multitrayecto , efecto Doppler, Fading , etc.)

Cuando se diseñó DRM originalmente, estaba claro que los modos más robustos ofrecían una capacidad insuficiente para el entonces avanzado formato de codificación de audio MPEG-4 HE-AAC (codificación avanzada de audio de alta eficiencia). Por lo tanto, el estándar se lanzó con tres sistemas diferentes de codificación de audio opcionales, dependiendo de la tasa de bits:
- MPEG-4 HE-AAC (codificación avanzada de audio de alta eficiencia). AAC es un codificador perceptivo adecuado para voz y música, y High Efficiency es una extensión opcional para la reconstrucción de las altas frecuencias (SBR: replicación del ancho de banda espectral) y la imagen estéreo (PS: Parametric Stereo). Se pueden utilizar frecuencias de muestreo de 24 kHz o 12 kHz para AAC (sin SBR) que corresponden respectivamente a 48 kHz y 24 kHz cuando se utiliza sobremuestreo de SBR.
- MPEG-4 CELP que es un codificador paramétrico adecuado para voz solamente (vocoder) pero que es robusto a los errores y necesita una tasa de bits pequeña.
- MPEG-4 HVXC que también es un codificador paramétrico para programas de voz que usa una tasa de bits aún más pequeña que CELP.

Sin embargo, con el desarrollo de MPEG-4 xHE-AAC, que es una implementación de MPEG Unified Speech and Audio Coding, el estándar DRM se actualizó y se reemplazaron los dos formatos de codificación de solo audio, CELP y HVXC. USAC está diseñado para combinar las propiedades de la voz y la codificación de audio en general, de acuerdo con las restricciones de ancho de banda, y así es capaz de manejar todo tipo de material de programa. Dado que hubo pocas transmisiones CELP y HVXC en el aire, la decisión de abandonar los formatos de codificación de solo voz se ha realizado sin problemas.
Muchos organismos de radiodifusión todavía utilizan el formato de codificación HE-AAC porque todavía ofrece una calidad de audio aceptable, algo comparable a la emisión de FM en velocidades de transmisión superiores a unos 15 kbit/s. Sin embargo, se prevé que en el futuro, la mayoría de los organismos de radiodifusión adoptará xHE-AAC.
DRM30, a diferencia de HD Radio, permite realizar la multiprogramación.
Además, a partir de v2.1, el popular software Dream puede transmitir usando el formato de codificación Opus. Aunque no está dentro del estándar DRM actual, la inclusión de este códec está disponible para la experimentación. Además de las ventajas técnicas percibidas sobre la familia MPEG como la baja latencia (retraso entre codificación y decodificación), este códec proporciona una alternativa de código abierto, por lo tanto, de uso libre, a la familia patentada MPEG cuyo uso está permitido a discreción de los titulares de la patente. Los fabricantes de equipos actualmente pagan regalías por incorporar los códecs MPEG.